# Преображенский сельсовет (Бузулукский район)
Преображенский сельсовет — муниципальное образование в Бузулукском районе Оренбургской области.
Административный центр — село Преображенка.

## Административное устройство
В состав сельского поселения входят 2 населённых пункта:
- село Преображенка,
- село Озерье.

## Достопримечательности
Преображенка, ранее село Михайловка, одно  из самых старых  поселений Бузулукского района — основано в 1743 году капитаном  Михаилом Егоровичем Карамзиным (1724—1783). В этом селе в 1766 году родился его сын Николай, ставший впоследствии одним из великих историков и писателей России.